# Jardins de la Fontaine

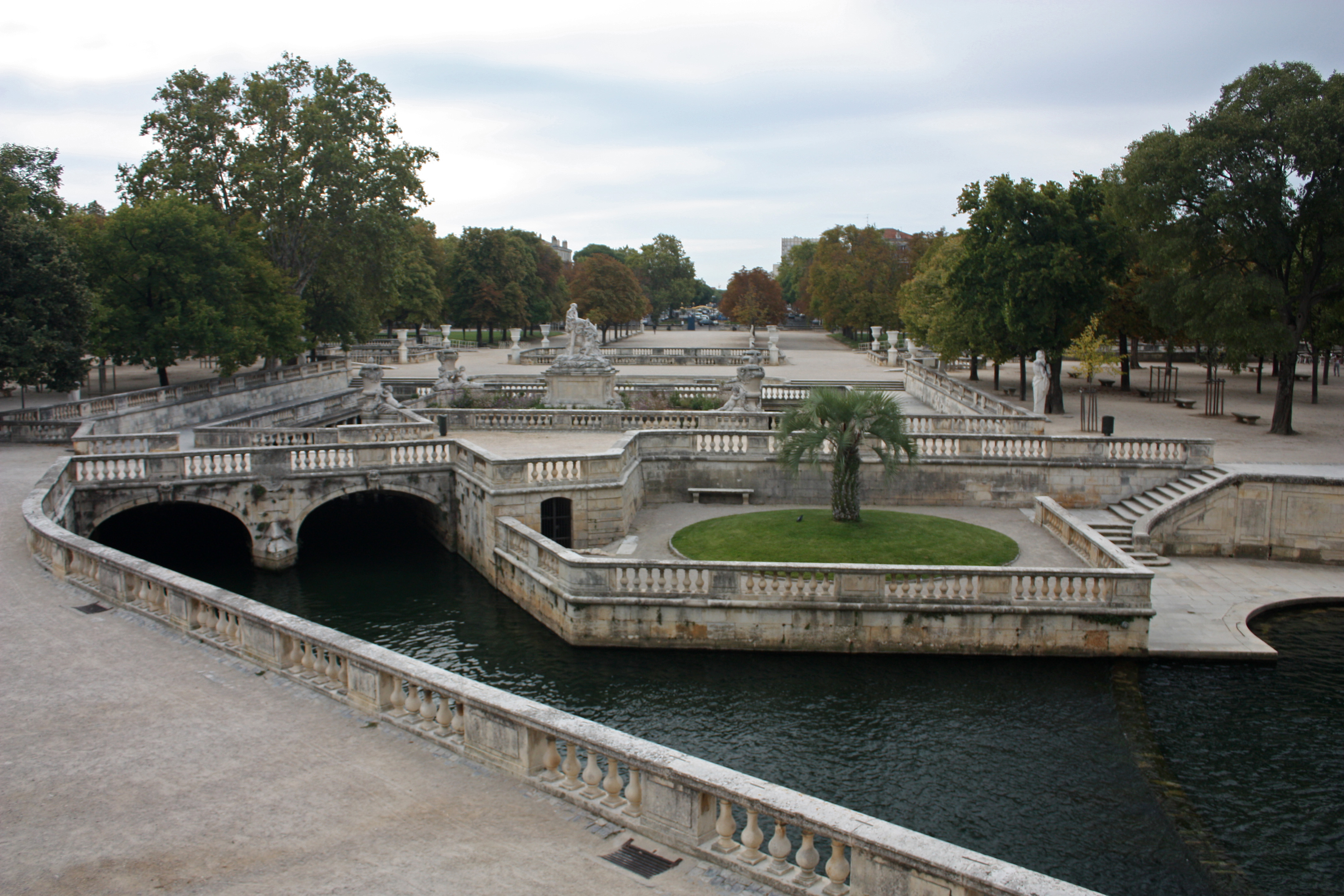
Vista da alameda principal.

Os Jardins de la Fontaine são um parque público com 15 hectares localizado na cidade de Nîmes. Foi o primeiro parque público da Europa, e atualmente faz parte da lista de jardins notáveis da França.

## História e descrição

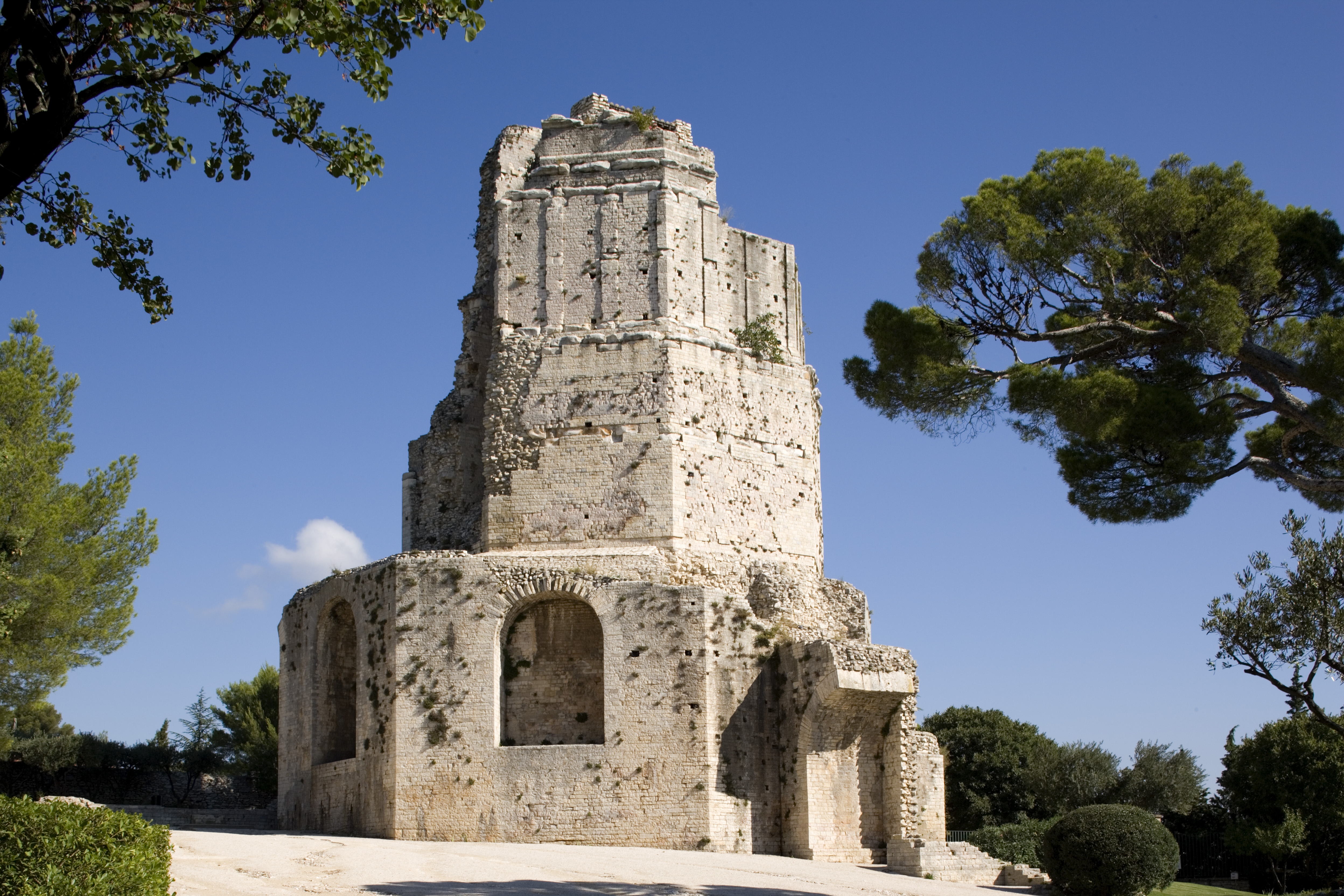
A Torre Magna.

No século XVIII, durante os trabalhos de regularização do caudal da fonte Nemausa, foram descobertos muitos vestígios da época romana, incluindo os restos de um santuário dedicado a Augusto e de um teatro romano. Em 1745, Jacques Philippe Mareschal, engenheiro militar do rei e diretor das fortificações da província de Languedoc, foi encarregado pelo rei Luís XV de França de projetar e construir os Jardins de la Fontaine incorporando essas ruínas.
Mareschal organizou os jardins em torno da fonte original, integrando os vestígios romanos em uma composição inspirada nos jardins à francesa, com ruas simétricas, árvores alinhadas e enriquecida com balaústres, vasos, bancos e estátuas, algumas das quais provenientes do Château de la Mosson em Montpellier. A escadaria dupla, o Canal du Quai de la Fontaine e os canais de regularização completam o conjunto, que inclui ainda dois monumentos romanos existentes no local, o Templo de Diana e a Torre Magna.[carece de fontes?]
O projeto original previa a construção de vários terraços na encosta do monte Cavalier até à Torre Magna, mas apenas o primeiro nível foi construído. No século XIX, o monte foi convertido por iniciativa do então prefeito de Nîmes, Augustin Cavalier (que lhe deu o nome), em um bosque de pinheiros-de-alepo, azinheiras e ciprestes, com vários trilhos pitorescos. Desde então, muitas outras áreas foram criadas para enriquecer os jardins, como o Jardim das Rochas, uma mistura de pedras e plantas mediterrânicas, e a Piscina Montgolfier, com plantas aquáticas.

O acesso aos jardins é livre e gratuito.